# Lubsza (gromada w powiecie lublinieckim)
Lubsza – dawna gromada, czyli najmniejsza jednostka podziału terytorialnego Polskiej Rzeczypospolitej Ludowej w latach 1954–1972.
Gromady, z gromadzkimi radami narodowymi (GRN) jako organami władzy najniższego stopnia na wsi, funkcjonowały od reformy reorganizującej administrację wiejską przeprowadzonej jesienią 1954 do momentu ich zniesienia z dniem 1 stycznia 1973, tym samym wypierając organizację gminną w latach 1954–1972.
Gromadę Lubsza z siedzibą GRN w Lubszy utworzono – jako jedną z 8759 gromad na obszarze Polski – w powiecie lublinieckim w woj. stalinogrodzkim, na mocy uchwały nr 20/54 WRN w Stalinogrodzie z dnia 5 października 1954. W skład jednostki weszły obszary dotychczasowych gromad Lubsza i Piasek (z wyłączeniem kolonii Bukowiec) ze zniesionej gminy Lubsza w tymże powiecie. Dla gromady ustalono 13 członków gromadzkiej rady narodowej.
20 grudnia 1956 województwo stalinogrodzkie przemianowano (z powrotem) na katowickie.
31 grudnia 1961 do gromady Lubsza włączono obszary zniesionych gromad Kamienica i Ligota Woźnicka w tymże powiecie.
W 1970 roku gromada Lubsza liczyła 1704 mieszkańców dzieliła się na osiem miejscowości:
- Czarny Las – 106 mieszkańców, obejmującą Czarny Las i Niegolewkę,
- Górale – 44 mieszkańców,
- Kamienica – 317 mieszkańców, obejmującą Kamienicę, Drogobyczę, Niwy, Okrąglik i Widawę,
- Kamieńskie Młyny – 276 mieszkańców, obejmującą Kamieńskie Młyny, Hutę Karola i Pakuły,
- Ligota Woźnicka – 318 mieszkańców,
- Lubsza – 445 mieszkańców,
- Piasek – 150 mieszkańców,
- Skrzeszówka – 48 mieszkańców.

Gromada przetrwała do końca 1972 roku, czyli do kolejnej reformy gminnej.
1 stycznia 1973 gminy Lubsza nie reaktywowano; utworzono natomiast w powiecie lublinieckim gminę Psary z siedzibą gminnej rady narodowej w Lubszy. Równocześnie sołectwa Czarny Las (Czarny Las, Górale i Nigolewka) oraz Ligota Woźnicka (Ligota Woźnicka i Skrzeszówka) włączono do miasta Woźniki.